# Rădășeni
Rădășeni falu Romániában, Suceava megyében, Moldvában. Rădășeni község központja.

## Fekvése
Fălticeni várostól 2 km-re nyugatra fekvő település.

## Leírása
A településről a legrégibb ismert történelmi dokumentum 1424. február 16-áról való, I. Sándor moldvai fejedelem uralkodása idején jött létre.
IV. Sándor moldvai fejedelem uralkodó megépíttette a slatinai kolostort (1554–1558), ezután Rădășeni kolostori birtok lett.

## Itt születtek, itt éltek
- Timotei Aioanei (született 1966) ortodox püspök

## Fordítás
- Ez a szócikk részben vagy egészben  a   Rădășeni, Suceava című román Wikipédia-szócikk ezen változatának fordításán alapul.  Az eredeti cikk szerkesztőit annak laptörténete sorolja fel. Ez a jelzés csupán a megfogalmazás eredetét és a szerzői jogokat jelzi, nem szolgál a cikkben szereplő információk forrásmegjelöléseként.